# Pygophora majalis
Pygophora majalis är en tvåvingeart som beskrevs av Paramonov 1961. Pygophora majalis ingår i släktet Pygophora och familjen husflugor. Inga underarter finns listade i Catalogue of Life.